# 1776 Kuiper
1776 Kuiper este un asteroid din centura principală, descoperit pe 24 septembrie 1960, de PLS.